# Кіміко Оно
Кіміко Оно (яп. 小野喜美子; народилася 20 червня 1908 — 31 жовтня 2022) — японська довгожителька, чий вік підтверджено Групою геронтологічних досліджень (GRG) та Групою LongeviQuest (LQ). На момент смерті була другою найстарішою людиною в Осаці і четвертою в Японії. Померла у віці 114 років 133 дні.

## Біографія
Кіміко Оно народилася 20 червня 1908 року в Японії. Вона була другою з семи братів і сестер. У неї був один старший брат, три молодших брата і дві молодші сестри.
В березні 1921 року Кіміко Оно закінчила початкову школу в місті Вакаяма, Японія.
У листопаді 1927 року, у віці 19 років, вона вийшла заміж за Кітаро Оно. У них було четверо дітей (двоє синів і дві дочки).
Коли почалася Друга світова війна, Оно та її родина були евакуйовані до міста Кокава, префектура Вакаяма (тепер місто Кінокава), де вони жили до 1955 року. Протягом цього часу вона працювала на вирощуванні зернових культур.
У 1962 році її чоловік Кітаро помер у віці 55-60 роках.
Пізніше у віці 92 років Кіміко Оно переїхала до префектури Осака, вона жила зі своїми дітьми до 107 років, пізніше переїхала до будинку престарілих у Сакаї. Кіміко Оно також об'їздила всю Японію від Хоккайдо до Окінави, а коли їй було 107 років.
Кіміко Оно завжди терла овочі, щоб готувати та пити овочеві смузі до того, як блендери почали широко використовуватися, також вона дуже любить їсти м'ясо.
У неї хороший зір, і вона неозброєним оком читала дрібні літери у своїй книжечці в свої 113 років. На момент її 114-річчя 20 червня 2022 року вона могла самостійно ходити тримаючи свій інвалідний візок по будинку престарілих.
Померла 31 жовтня 2022 року, у віці 114 років, 133 дня.